# 김포시
김포시(金浦市)는 대한민국 북서부이자 경기도 북서부에 위치하고 있는 시이다. 한강의 퇴적으로 충적토가 쌓여 농경에 적합한 김포평야를 이룬다.
동쪽으로 한강을 경계로 고양시, 파주시, 서쪽으로 인천광역시 강화군, 남쪽으로 서울특별시 강서구, 인천광역시 계양구, 서구와 인접하고, 북쪽으로는 한강을 사이에 두고 조선민주주의인민공화국 개성시 개풍구역과 경계를 이룬다. 시청은 사우동에 있고, 행정 구역은 3읍 3면 8행정동이다.

## 역사
- 1914년 4월 1일 : 김포군(김포시내, 고촌읍, 인천 서구 검단동), 통진군(북부 5개 읍·면 등), 양천군(서울특별시 양천구·강서구)이 김포군으로 통합되었다.
- 1963년 1월 1일 : 옛 양천군 일원(양동면·양서면)이 서울특별시에 편입되었다.
- 1989년 1월 1일 : 계양면이 인천직할시 북구에 편입되었다.
- 1995년 3월 1일 : 검단면이 인천광역시 서구에 편입되었다.
- 1998년 4월 1일 : 김포군이 김포시로 승격하였다.[2] 김포읍을 폐지하고, 김포1동, 김포2동, 김포3동을 설치하였다.[3](6면 3행정동)
- 2003년 9월 1일 : 김포3동이 사우동과 풍무동으로 분동하였다.(6면 4행정동)
- 2004년 1월 1일 : 통진면이 통진읍으로 승격하였다.[4](1읍 5면 4행정동)
- 2009년 9월 1일 : 고촌면이 고촌읍으로 승격하고, 양촌면 구래리 일부와 마산리가 김포2동에 편입되었다.[5](2읍 4면 4행정동)
- 2011년 11월 14일 : 양촌면이 양촌읍으로 승격하였다.[6](3읍 3면 4행정동)
- 2012년 9월 24일 : 장기동(법정동: 장기동 동부, 감정동 일부)이 김포2동에서 분동하였다.(3읍 3면 5행정동)
- 2013년 6월 : 김포시의 주민등록 인구가 30만 명을 돌파하였다.
- 2013년 10월 28일 : 구래동(법정동: 구래동, 마산동)이 김포2동에서 분동하였다.(3읍 3면 6행정동)
- 2015년 2월 2일 : 운양동이 김포2동에서 분동하였다.(3읍 3면 7행정동)
- 2017년 4월 18일 : 김포1동이 김포본동으로, 김포2동이 장기본동으로 각각 동명을 변경하였다.[7]
- 2018년 4월 : 김포시의 주민등록 인구가 40만 명을 돌파하였다.
- 2019년 9월 23일: 마산동이 구래동에서 분동하였다.(3읍 3면 8행정동)
- 2019년 9월 28일 : 김포 도시철도가 개통되었다.
- 2021년 : 김포시의 외국인 포함 인구가 50만명을 돌파하였다. 인구가 유지되면 2023년에 대도시 특례를 받는다.

## 지명유래
김포의 지명유래는 형제가 길을 가다가 황금 두덩어리를 얻어서 나누어 가지고 배를 타고 강을 건넜다. 동생이 갑자기 형을 시기하는 마음이 일어나자 황금이 좋은 물건이 아니라 판단하여 강에 던졌다. 형이 그 이유를 묻고 자신 또한 황금을 강에 던졌다는 이야기다. 이에 따라 투금포 즉, 금을 던진 포구라 한 데서 비롯돼 김포라 명명됐다는 이야기다. 또한 김포의 옛이름 검포의 검은 단군왕검의 검과 같은 의미의 고대어로, 제정일치사회에서 신군이  제사를 지내는 신성한 땅이라는 의미를 지닌다. 삼국사기 지리지에 김포 지명이 첫 등장했다. 김포현은 본래 고구려 검포현인데 경덕왕이 이름을 고쳤으며 지금도 이를 그대로 쓰고 있다. 흔히 사용하지 않는 어려운 글자인 검보다 일반적이고 좋은 의미의 한자인 금이 쓰이면서 지금의 김포가 되었다. 이는 경기도 정명 1,000년 보다 앞서며 전국에서는 두 번째로 오래된 지명이다.

## 지리
김포시는 경기도의 북서쪽 에 있는 한강 하구에 위치하고 있으며, 김포시와 인천 서구 검단 일대를 김포반도라고 부른다. 문수산·가현산·장릉산 등의 낮은 산이 약간 있을 뿐인 준평원화한 지역으로서 한강에 의한 퇴적으로 이루어져 농경지로 가장 적합한 평야지대를 형성하고 있다. 이와 같이 소구릉군의 기복이 약간 있으나 넓은 평야를 이루고 있는 이곳을 김포평야라고 한다. 지질은 시생대의 화강편마암과 중생대 대동계(大同系)의 혈암·사암 등으로 이루어져 있다.

## 행정 구역
김포시의 행정 구역은 3읍 3면 8행정동으로 구성되어 있다. 김포시의 면적은 276.65 km2이며, 인구는 2020년 5월 말 주민등록을 기준으로 44만7038 명, 17만9727 가구이다. 시 전체인구 가운데 75.5%가 동 지역에 거주한다.
| \| 읍면동 \| 한자 \| 면적 (km2) \| 인구 \| 세대 \| \| -------- \| -------- \| ---------- \| ------- \| ------- \| \| 통진읍 \| 通津邑 \| 29.49 \| 26,490 \| 13,009 \| \| 고촌읍 \| 高村邑 \| 25.05 \| 31,454 \| 12,131 \| \| 양촌읍 \| 陽村邑 \| 33.65 \| 28,192 \| 13,776 \| \| 대곶면 \| 大串面 \| 42.79 \| 9,766 \| 5,390 \| \| 월곶면 \| 月串面 \| 51.95 \| 5,533 \| 3,046 \| \| 하성면 \| 霞城面 \| 54.76 \| 8,266 \| 4,085 \| \| 김포본동 \| 金浦本洞 \| 11.8 \| 51,146 \| 19,358 \| \| 장기본동 \| 場基本洞 \| 2.88 \| 39,529 \| 13,581 \| \| 사우동 \| 沙隅洞 \| 3.32 \| 23,022 \| 9,744 \| \| 풍무동 \| 豊舞洞 \| 4.40 \| 62,045 \| 22,473 \| \| 장기동 \| 場基洞 \| 4.43 \| 41,369 \| 15,375 \| \| 구래동 \| 九來洞 \| 2.74 \| 40,186 \| 16,563 \| \| 마산동 \| 麻山洞 \| 3.02 \| 30,604 \| 12,957 \| \| 운양동 \| 雲陽洞 \| 7.13 \| 49,436 \| 18,239 \| \| 김포시 \| 金浦市 \| 276.65 \| 447,038 \| 179,727 \| |          |            |         |         |
| 읍면동 | 한자     | 면적 (km2) | 인구    | 세대    |
| 통진읍 | 通津邑   | 29.49      | 26,490  | 13,009  |
| 고촌읍 | 高村邑   | 25.05      | 31,454  | 12,131  |
| 양촌읍 | 陽村邑   | 33.65      | 28,192  | 13,776  |
| 대곶면 | 大串面   | 42.79      | 9,766   | 5,390   |
| 월곶면 | 月串面   | 51.95      | 5,533   | 3,046   |
| 하성면 | 霞城面   | 54.76      | 8,266   | 4,085   |
| 김포본동 | 金浦本洞 | 11.8       | 51,146  | 19,358  |
| 장기본동 | 場基本洞 | 2.88       | 39,529  | 13,581  |
| 사우동 | 沙隅洞   | 3.32       | 23,022  | 9,744   |
| 풍무동 | 豊舞洞   | 4.40       | 62,045  | 22,473  |
| 장기동 | 場基洞   | 4.43       | 41,369  | 15,375  |
| 구래동 | 九來洞   | 2.74       | 40,186  | 16,563  |
| 마산동 | 麻山洞   | 3.02       | 30,604  | 12,957  |
| 운양동 | 雲陽洞   | 7.13       | 49,436  | 18,239  |
| 김포시 | 金浦市   | 276.65     | 447,038 | 179,727 |

* 인구·세대는 2020년 5월 31일 기준

## 인구
2019년 4월 김포시의 주민등록 인구는 429,752명이다. 신도시 지역인 장기본동, 장기동, 구래동, 마산동, 운양동과 풍무동을 중심으로 인구가 계속 늘고 있다.
2010년 기준으로 0~14세 인구는 19%, 65세 이상 인구는 11%이다. 생산연령층인 15~64세 인구는 70%로 전국평균 72.8%보다 비율이 낮고, 유소년인구부양비는 27%로 전국 평균인 22.8%보다 높고, 노년인구부양비는 13%로 전국 평균인 14.5%보다 낮다. 여자 인구 100명당 남자 인구를 나타내는 성비는 103로 남자가 다소 많다.
김포시의 인구추이
| 연도   | 총인구    |  |
| ------ | --------- |  |
| 1960년 | 110,320명 |  |
| 1966년 | 84,990명  |  |
| 1970년 | 76,379명  |  |
| 1975년 | 91,768명  |  |
| 1980년 | 96,876명  |  |
| 1985년 | 110,976명 |  |
| 1990년 | 114,583명 |  |
| 1995년 | 107,684명 |  |
| 2000년 | 150,194명 |  |
| 2005년 | 195,776명 |  |
| 2010년 | 217,280명 |  |
| 2015년 | 349,990명 |  |
| 2016년 | 363,443명 |  |

## 시청
- 현재 김포시청은 경기도 김포시 사우동에 위치해 있다.

## 산업

### 지역 내 총생산
김포시의 2012년 지역 내 총생산은 16조 984억 원으로 경기도 지역 내 총생산의 2.2%를 차지하고 있다. 이중 농림어업(1차 산업)은 2,485억 원으로 비중이 낮고 광업 및 제조업(2차 산업)은 10조 1,630억 원으로 63.1%의 비중을 차지하고 상업 및 서비스업(3차 산업)은 5조 6,869억 원으로 35.3%의 비중을 차지한다. 2차 산업 부분에선 김포한강 신도시가 세워짐에 따라 도소매업(5.4%)과 건설업(4.7%), 부동산업 및 임대업(3.7%)과 전기, 가스, 증기 및 수도사업(3.0%)이 큰 비중을 차지하고 있다.

### 산업별 종사자 현황
2014년 김포시 산업의 총종사자 수는 129,440명으로 경기도 총종사자 수의 2.9%를 차지하고 있다. 이중 농림어업(1차 산업)은 93명으로 비중이 낮고 광업 및 제조업(2차 산업)은 62,946명으로 48.6%의 비중으로 차지하고 상업 및 서비스업(3차 산업)은 66,401명으로 51.3%의 비중을 차지한다. 2차 산업은 경기도 전체의 비중(27.1%)보다 높고 3차 산업은 경기도 전체 비중(72.9%)보다 낮다. 3차 산업 부문에서는 도소매업(12.1%), 숙박 및 음식점업(7.7%)과 교육서비스업(6.2%), 보건업 및 사회복지서비스업(5.2%)이 큰 비중을 차지하고 있다.

### 상주인구와 유동인구
김포시의 2010년 기준 상주인구는 215,050명이고 주간인구는 227,159명으로 주간인구지수가 106으로 높다. 통근으로 인한 유입인구는 45,757명, 유출인구는 31,213명이고, 통학으로 인한 유입인구는 2,687명, 유출인구는 5,122명으로 전체적으로 유입인구가 12,109명 더 많은데, 이는 산업시설이 많이 이전해온 수도권 외곽지역에서 공통적으로 나타나는 현상이다.

### 관내 어항
- 지방어항 : 대명항
- 어촌정주어항 : 고양항, 신안항

## 문화·관광

### 문화재
- 문수산성

월곶면 성동리에 있는 조선시대 산성이다. 1694년(숙종 20년)에 축성된 이 산성은 병인양요 때 프랑스군과 격전을 벌였던 곳이다. 그 주위에는 김포의 금강이라 불리는 문수산(376m)이 위치해 있다.
- 장릉

반정을 통해 광해군을 몰아내고 즉위한 조선 인조의 아버지인 원종과 그의 비 인헌왕후 구씨의 무덤이 있는 곳이다. 사적 제202호로 지정되어 있고, 소재지는 풍무동 산 141-1이다. 장릉산은 원래 북성산으로 불리다가 1627년 인조 5년 8월 27일 부친 정원군의 묘를 양주에서 이장하여 온 후부터 장릉이라고 불리게 되었다.
- 우저서원

성리학자이며 임진왜란 때 의병장이였던 조헌선생을 모시기 위해 지어진 서원이다. 감정동 소재.
- 덕포진

대곶면 신안리에 소재한 덕포진은 서해에서 강화만을 거쳐 서울로 진입하는 입구인 손돌항에 세워진 요새로 임진왜란 이후 선조때 만들어졌다.(사적 제292호) 조선 숙종 때까지는 월곶진이 주진이었으나, 그 후 덕포진이 주진으로 승격했다. 덕포진 인근에는 덕포진박물관이 있어 볼거리가 많다.

### 박물관·기념관·갤러리
- 김포다도박물관
- 덕포진교육박물관
- 보름산미술관
- 옛날박물관
- 김포시독립운동기념관
- 석정천문대
- 인삼쌀맥주갤러리
- 김포에코센터
- CICA미술관

### 기타
- 대명항

대곶면 대명리에 소재한 대명항은 김포 유일의 지방 어항이다. 서울에서 가까운 만큼 관광객이 많이 찾는다. 대명항 바로 옆에는 김포함상공원이 있어 볼거리가 풍부하다.
- 애기봉

하성면 가금리에 위치해 있다. 제2해병사단에서 관리 하는 '애기봉(愛妓峯)'의 어원은 병자호란 때 끌려간 평양감사를 산봉우리 꼭대기에서 그리다 죽은 기생 애기의 한이 서려있다고 해서 붙여졌다. 애기봉은 북녘땅이 한눈에 보이기 때문에 많은 관광객들이 찾고 있다.
- 김포조각공원

월곶면 고막리에 있는 공원이다. 1998년에 16개의 조각 작품 설치와 함께 문을 열었고, 2001년에 추가로 14개의 조각 작품이 설치되었다.

## 교육 기관
- 사립대학교

|  | - 중앙승가대학교(1개 사립대) |

- 사립전문대학

|  | - 김포대학교(1개 사립전문대) |

- 고등학교

|  | - 김포고등학교 - 김포외국어고등학교 - 풍무고등학교 - 양곡고등학교 - 하성고등학교 (13개 고등학교) | - 사우고등학교 - 장기고등학교 - 김포고등학교 - 김포제일고등학교 | - 통진고등학교 - 마송고등학교 - 운양고등학교 - 김포제일공업고등학교 | - 솔터고등학교 - 고촌고등학교 |

- 중학교

|  | - 감정중학교 - 고창중학교 - 고촌중학교 - 금파중학교 - 김포신곡중학교 - 김포여자중학교 | - 김포중학교 - 김포한가람중학교 - 나래중학교 - 대곶중학교 - 마송중학교 - 분진중학교 - 신양중학교 | - 양곡중학교 - 양도중학교 - 운양중학교 - 은여울중학교 - 장기중학교 - 통진중학교 | - 푸른솔중학교 - 풍무중학교 - 하늘빛중학교 - 하성중학교 - 향산중학교 |

- 초등학교

|  | - 가현초등학교 - 감정초등학교 - 개곡초등학교 - 걸포초등학교 - 고창초등학교 - 고촌초등학교 - 금란초등학교 - 금성초등학교 - 금파초등학교 - 김포구래초등학교 - 김포금빛초등학교 - 김포대명초등학교 | - 김포서초등학교 - 김포신풍초등학교 - 김포나진초등학교 - 김포초등학교 - 김포한가람초등학교 - 김포호수초등학교 - 나비초등학교 - 대곶초등학교 - 마송중앙초등학교 - 마송초등학교 - 보름초등학교 - 사우초등학교 - 서암초등학교 | - 석정초등학교 - 솔터초등학교 - 수남초등학교 - 신곡초등학교 - 신양초등학교 - 양곡초등학교 - 양도초등학교 - 옹정초등학교 - 운양초등학교 - 운유초등학교 - 월곶초등학교 | - 유현초등학교 - 장기초등학교 - 청수초등학교 - 통진초등학교 - 푸른솔초등학교 - 풍무초등학교 - 하늘빛초등학교 - 하성초등학교 - 학운초등학교 - 향산초등학교 |

## 교통
올림픽대로의 건설로 서울로의 접근이 용이하며, 수도권제1순환고속도로와 인천국제공항고속도로, 수도권제2순환고속도로, 국도 제39호선, 제48호선이 김포시를 통과하며, 1970년에 김포와 강화를 잇는 강화대교가 개통되어 김포와 강화군을 오가는 데 더욱 편리하게 되었다.
김포 한강신도시와 개화 나들목을 연결하는 김포한강로를 비롯해 도로교통과 버스체계가 잘 갖추어져 있는 편이다.
인천국제공항고속도로를 통해 인천국제공항으로 바로 갈 수 있으며, 수도권제2순환고속도로를 통해 인천광역시 중구, 서구, 송도 지역 등으로 갈 수 있다.

### 철도
- 김포골드라인SRS

- ● 김포 도시철도

양촌역 - 구래역 - 마산역 - 장기역 - 운양역 - 걸포북변역 - 사우역 - 풍무역 - 고촌역 → (서울특별시 강서구)

### 버스
- 시내버스 : 김포시의 시내버스, 김포시의 마을버스

### 도로
고속도로
- 수도권제1순환고속도로 : 김포 나들목
- 인천국제공항고속도로 : 김포공항 나들목
- 수도권제2순환고속도로 : 검단양촌 나들목, 대곶 나들목, 서김포통진 나들목

국도 및 기타 도로
- 국도 : 국도 제39호선, 국도 제48호선
- 국가지원지방도 : 국가지원지방도 제56호선, 국가지원지방도 제78호선, 국가지원지방도 제84호선, 국가지원지방도 제98호선
- 지방도 : 지방도 제355호선, 지방도 제356호선, 지방도 제358호선
- 자동차전용도로 : 김포한강로, 올림픽대로
- 일반도로 : 약암로, 중봉로, 검단로, 풍무로, 대명항로, 인향로

### 항공
- 김포국제공항 : 현재 국내선과 일부 국제선만을 운항하고 있다. 다만 김포시가 아닌 서울특별시 강서구에 있다. 개장 당시에는 옛 김포군 영역이었다가 1963년 서울특별시로 편입된 곳이기 때문이다.

## 스포츠
- 프로 스포츠팀 중 유일하게 김포에 연고를 두었던 할렐루야 축구단이 2006년 11월 24일에 안산시와 연고지 계약을 맺은 뒤 안산시로 연고지 이전을 하면서 김포시에 있는 프로 스포츠팀은 2013년에 창단하여 현재 K리그2에 참가 중인 김포 FC가 유일무이하다.

## 갤러리

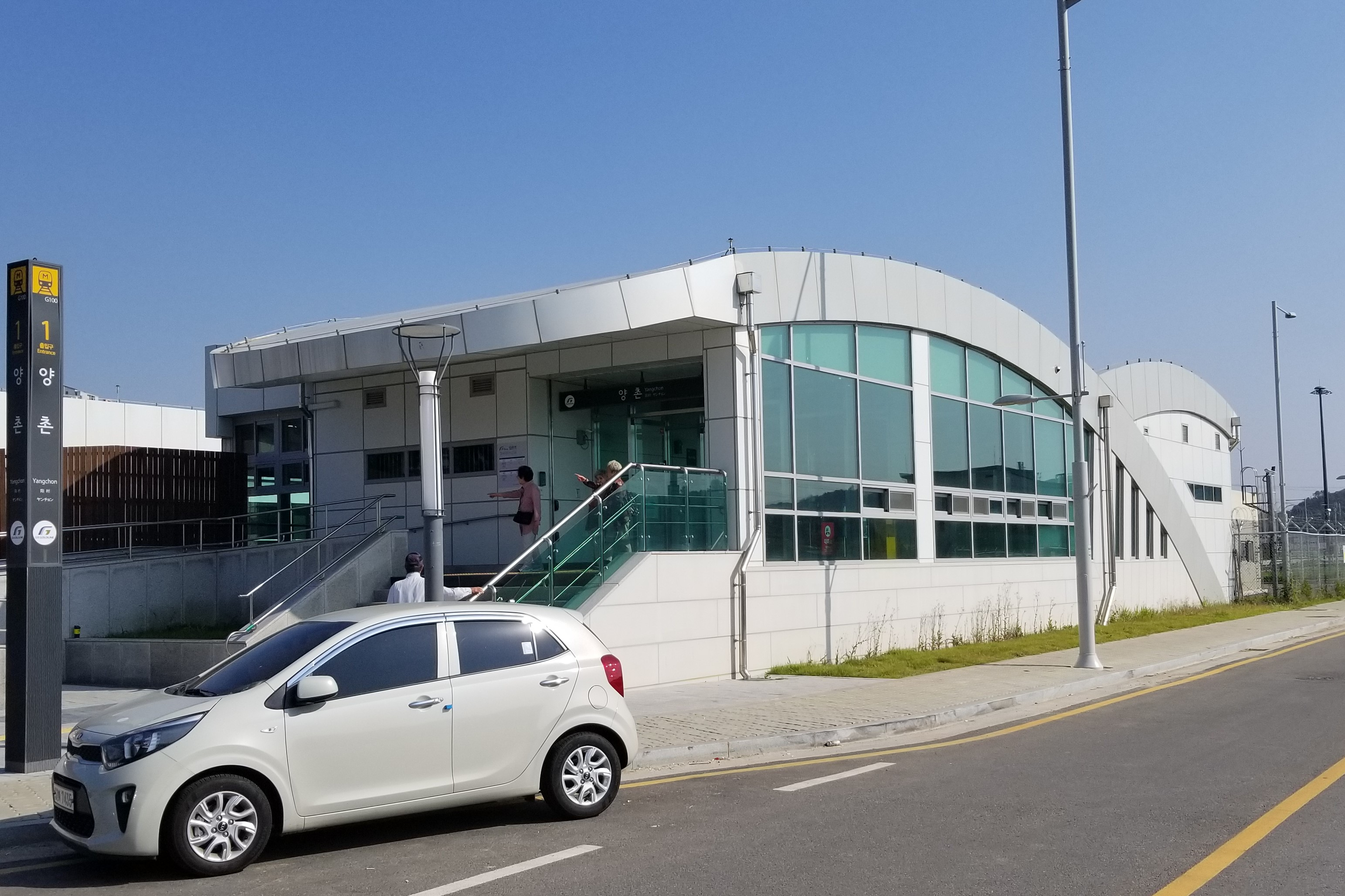
양촌역 1번 출구 전경
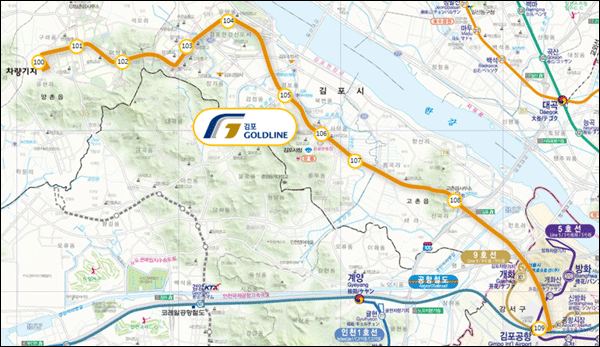
김포골드라인 지도
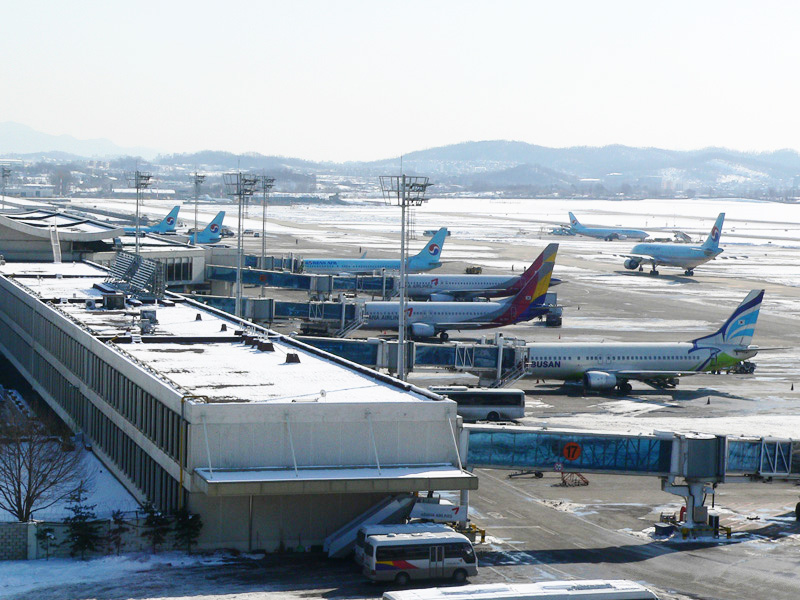
김포국제공항 국내선 청사 전경 위치상으로 볼 때 김포공항은 김포시가 아닌 서울시에 위치해 있다.
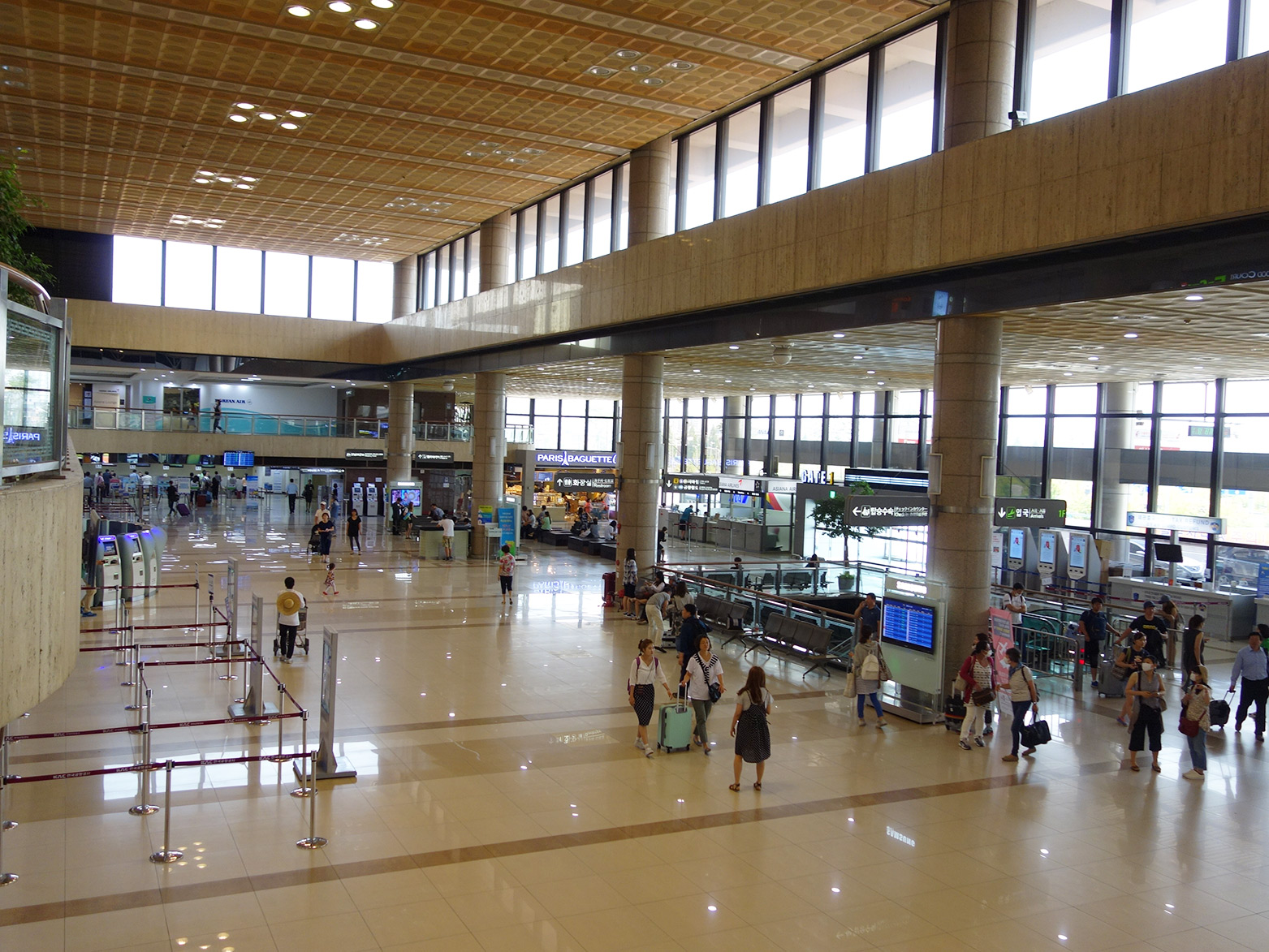
김포국제공항 맞이방 상술한 바와 같이 김포공항은 서울특별시 강서구에 위치한다.

## 자매 도시
| 지역 & 국가 | 도시         | 도시       |
| ----------- | ------------ | ---------- |
| 미국        |              | 리버티군   |
| 미국        | 캘리포니아주 | 글렌데일시 |
| 대한민국    | 경상북도     | 상주시     |
| 대한민국    | 전라남도     | 해남군     |
| 중국        | 랴오닝성     | 신민시     |
| 중국        | 산둥성       | 허쩌시     |

## 같이 보기
- 김포시의 서울 편입 문제